# 엄궁중학교
엄궁중학교(嚴弓中學校)는 대한민국 부산광역시 사상구 엄궁동에 있는 공립 중학교이다.

## 학교 연혁
- 1981년 1월 17일 : 엄궁중학교 설립인가 (30학급)
- 1981년 3월 1일 : 초대 김영백 교장 취임
- 1981년 3월 5일 : 개교 및 입학식 거행
- 2004년 11월 1일 : 급식소(참마당) 개소식
- 2004년 11월 3일 : 교기종목 조정부 창단식
- 2006년 11월 1일 : 다목적 강당 한빛관 개관
- 2015년 7월 7일 : 이웃사랑 정신함양을 위한 굿네이버스 협약
- 2016년 2월 28일 : 진로활동실 구축
- 2017년 11월 30일 : 무한상상실 구축
- 2019년 11월 22일 : 학생 식당 및 급식실 현대화사업 및 도서관, 무용실 이전 개관
- 2022년 2월 28일 : 블렌디드교실 구축
- 2022년 8월 31일 : 복도 중창 및 강당 리모델링
- 2023년 9월 1일 : 제19대 이현숙 교장 취임
- 2025년 2월 25일 : 제42회 졸업식(6학급 159명, 총원 15,266명)
- 2025년 3월 4일 : 제45회 입학식(6학급 174명)

## 참고 자료
- 엄궁중학교 - 한국교육학술정보원 학교알리미